# Maszewo (ville)
Pour les articles homonymes, voir Maszewo.
Maszewo (en allemand : Massow) est une ville de la voïvodie de Poméranie occidentale, dans le nord-ouest de la Pologne. Elle est le siège de la gmina de Maszewo, dans le powiat de Goleniów. Sa population s'élevait à 3 346 habitants en 2013.